# Vosstanie ribakov
Vosstanie ribakov (Восстание рыбаков, La revolta dels pescadors) és un llargmetratge germano-soviètic i una de les primeres pel·lícules sonores basades en la novel·la Revolta dels' pescadors de Santa Bàrbara d'Anna Seghers, que es va fer entre 1931 i 1934 en nom de l'empresa germano-russa Mejrabpomfilm a la Unió Soviètica. La intenció original era produir una versió alemanya i una russa dirigida contra el creixent moviment nazi. A causa de dèficits organitzatius considerables i diferències entre la companyia cinematogràfica i el director, només es va poder completar la versió russa. Aquest va ser el debut al llargmetratge del director alemany Erwin Piscator.
La pel·lícula tracta sobre una vaga entre els treballadors de la naviliera Bredel. La vaga es desencadena per un accident durant la transformació del peix, que els treballadors atribueixen a l'excés de ritme de treball de la flota pesquera de la naviliera. Després de la mort d'un líder de la vaga, la vaga augmenta i s'estén des dels pescadors d'altura fins als pescadors costaners independents de la regió. La pel·lícula es va rodar a la Ucraïna, la península russa de Kola i Moscou.
En els seus efectes d'edició, llargs plans de seguiment i direcció de la il·luminació, la Revolta dels pescadors és estilísticament similar a les obres dels directors de cinema soviètics Serguei Eisenstein i Vsévolod Pudovkin del període de transició del silenci. a la pel·lícula sonora. Tanmateix, per la tècnica de la càmera en moviment i la seva direcció de so independent, el llargmetratge també contrasta amb la tradició cinematogràfica russa.
La Revolta dels pescadors es va estrenar a la Unió Soviètica l'octubre de 1934. L'any següent es va distribuir una versió d'exportació amb subtítols a altres països europeus. La pel·lícula es va presentar per primera vegada a Alemanya Occidental durant el 6è Festival de Curtmetratges d'Alemanya Occidental el març de 1960. Des de llavors s'ha presentat a cineclubs, cinemes d’art i assaig i festivals de cinema com el 62è Festival Internacional de Cinema de Berlín, però la "precària condició de còpies va frenar una recepció més àmplia".